# Pizzo Biela
Il Pizzo Biela (2.863 m s.l.m. - Wandfluhhorn in tedesco) è una montagna delle Alpi Ticinesi e del Verbano nelle Alpi Lepontine.

## Descrizione
Si trova lungo la linea di confine tra l'Italia e la Svizzera tra la val Formazza e la valle Maggia. È possibile salire sulla vetta dalla valle Maggia partendo da Bosco Gurin.